# Dr. Samuel de Ranitzbrug
De Dr. Samuel de Ranitzbrug (brug nr. 187), ook wel bekend als Spinozabrug, is een voormalige spoorbrug over de Singelgracht in Amsterdam, tussen de Mauritskade en de Spinozastraat.
De Gemeente Amsterdam duidt de brug ook wel aan als brug 187.
De brug is onderdeel van de vaarweg tussen het Open Havenfront en de Amstel. De vaarweg heeft een "minste hoogte" van KP +2,15 m.
De brug werd rond 1865 aangelegd als onderdeel van de Doklijn, de spoorlijn tussen het Weesperpoortstation (waar nu de Wibautstraat is) en het Entrepotdok. Nadat deze lijn rond 1898 was opgeheven werd de brug aangepast voor wegverkeer
. In 1905 kon de gemeente Amsterdam gebruik maken van de brug. Tegelijkertijd werd de gehele omgeving opnieuw ingericht. De gemeente bouwde de brug om (wijzigen onderbouw en het maken van een nieuwe bovenbouw) en legde er tramrails voor tramlijn3, asfalt en stoeptegels op . Die tram zou er tot de Tweede Wereldoorlog over rijden.
Van 1972 tot 1976 lagen er weer tijdelijk rails op de brug, omdat tramlijn 10 wegens de aanleg van de Oostlijn van de Amsterdamse metro werd omgeleid via de Mauritskade en deze brug. De groefrails werden los op het wegdek gelegd in een grindbed. Deze omleidingsroute had als bijnaam de "Ponsebaan", genoemd naar een lid van de "WOVAA" (een voorloper van de Amsterdamse afdeling van de Vereniging Reizigers Openbaar Vervoer); terwijl het vervoerbedrijf GVB aanvankelijk zeker was van de onmogelijkheid van deze route, heeft Ponse volgehouden dat het wel mogelijk was omdat er vroeger ook een trein over reed en de brug daarmee ook een tram kon dragen. Daarmee is een jarenlang grotere omleiding voorkomen.
Sinds 1976 doet de brug dienst als fiets- en voetgangersbrug. Van 1986 tot 1989 werd de brug gerenoveerd, waarbij ook de tramrails werden verwijderd. Die lange tijd was nodig omdat de gemeente ook bezig was met het nabijgelegen terrein van de Amstelbrouwerij. Er kwam tijdelijk een houten noodbrug en bij oplevering kreeg de brug een nieuw noordelijk landhoofd.
Opmerkelijk aan de brug is dat deze op staal gefundeerd is, hetgeen vanwege de slappe bodem in Amsterdam uitzonderlijk is. De pijler en de landhoofden zijn om die reden ook op de waterbodemniveau verbonden met stalen binten die de gronddruk van de landhoofden moeten opvangen. De ander opvallend kenmerk van de brug is dat de landhoofden ver de gracht zijn ingebouwd om het gewicht van treinen te kunnen dragen. Die landhoofden en pijler vormden in de 21e eeuw een probleem bij de doorspoeling van het grachtenwater. Bij waterverversing van west naar oost stuwde zich water op voor de brugpijler en vormden zich achter de brugpijler juist kolken, die ook de brugpijler schaadden. Een oplossing was niet direct voor handen. Omdat er meer bruggen waren waar dit fenomeen zich voordeed, is er een constructie van kunststof schotten aan drijvers bedacht die stroomafwaarts de vorming van de kolken verhindert.
In 2016 heeft het gemeentebestuur besloten de brug naar Samuel de Ranitz (1834-1913) te vernoemen. De Ranitz was een arts en de oprichter van het kinderziekenhuis in Amsterdam, sinds 1899 Emma Kinderziekenhuis geheten. Het in 1865 gerealiseerde kinderziekenhuis was van 1871 tot 1988 gevestigd aan de Sarphatistraat, met de achterkant aan de Spinozastraat, tegenover deze brug. Tegelijkertijd verviel de officieuze naam Spinozabrug, een vernoeming naar de Spinozastraat.

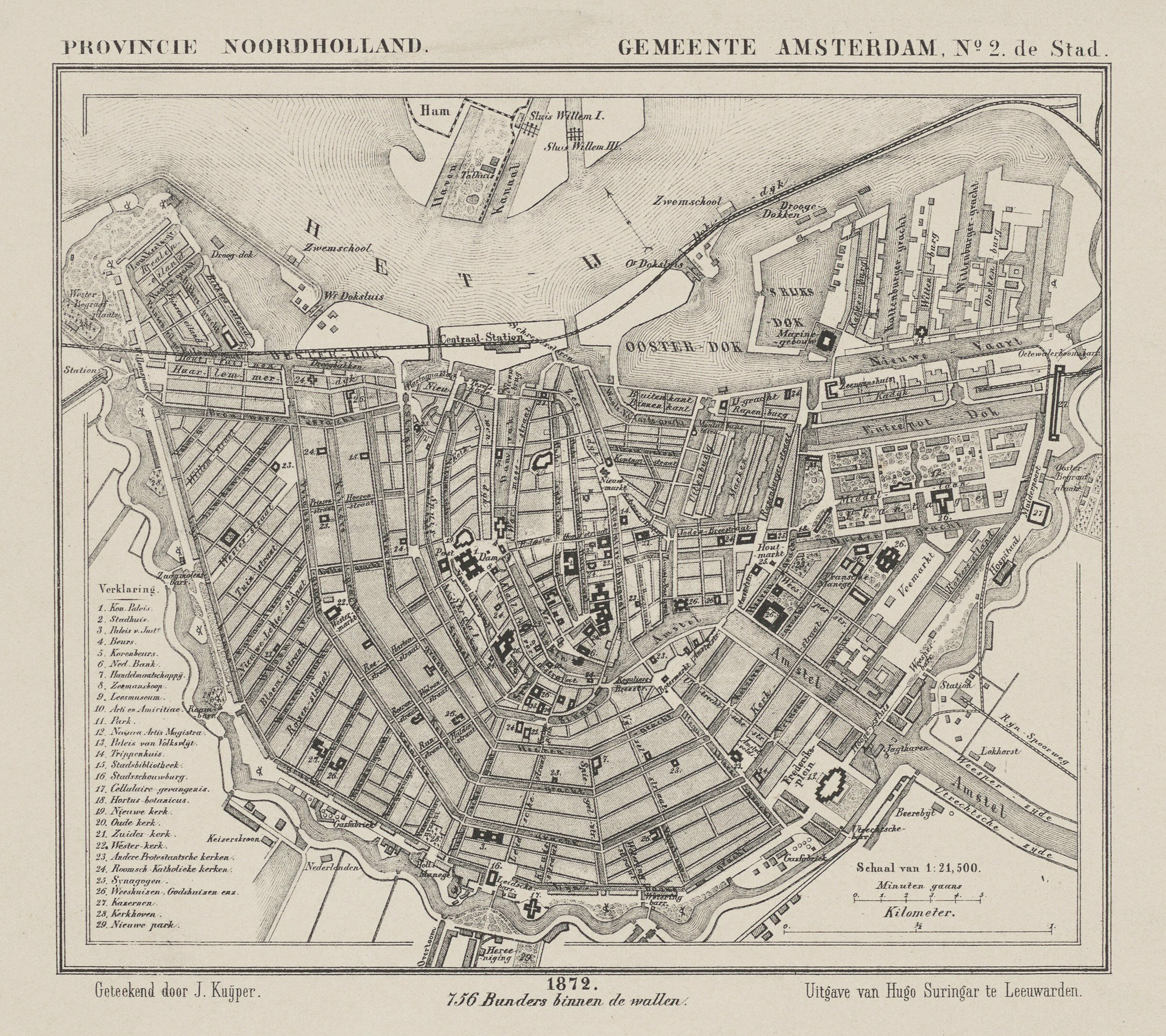
Brug ingetekend op een kaart uit 1872
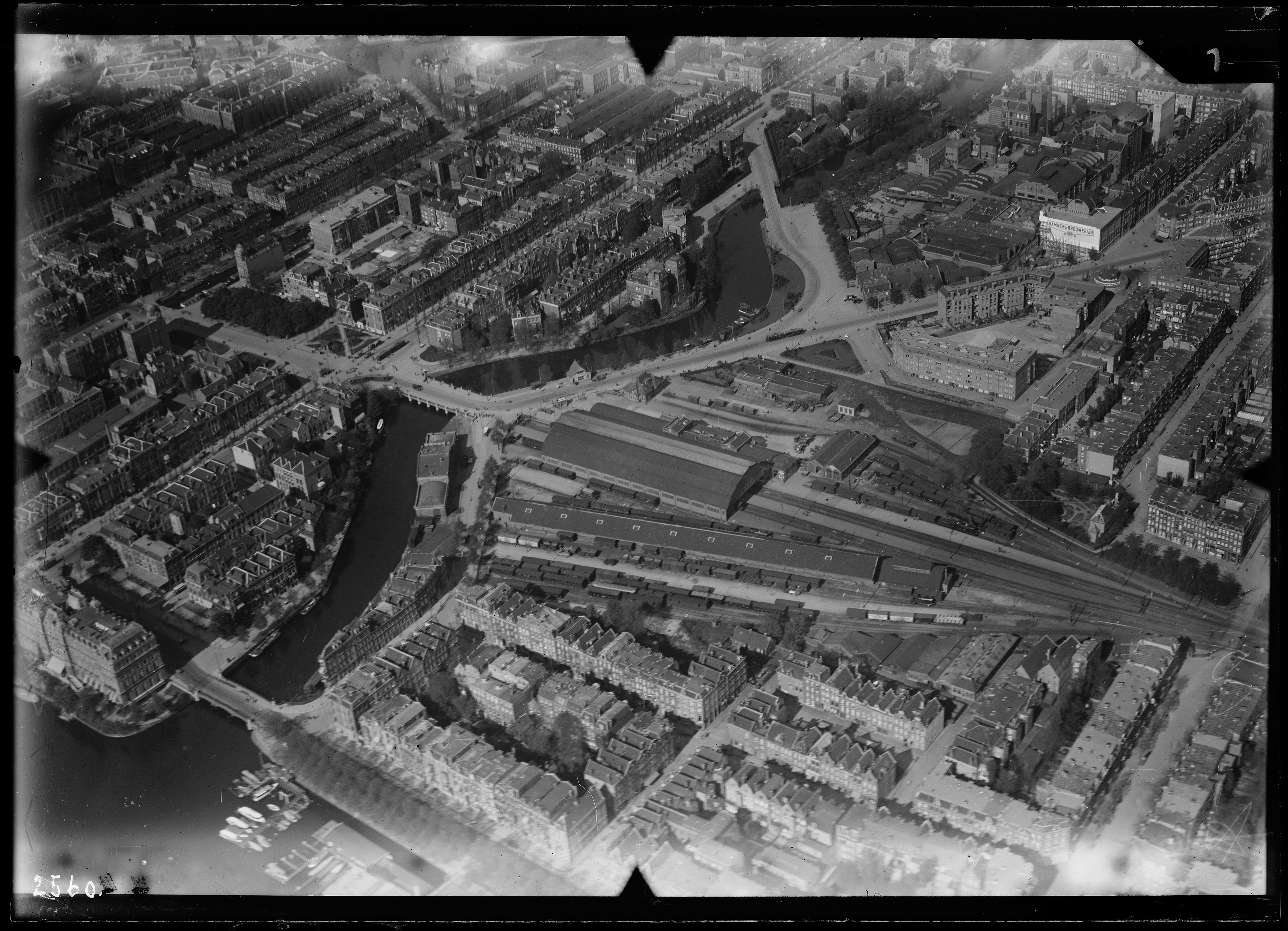
De brug nog als spoorbrug (schuin over de gracht)
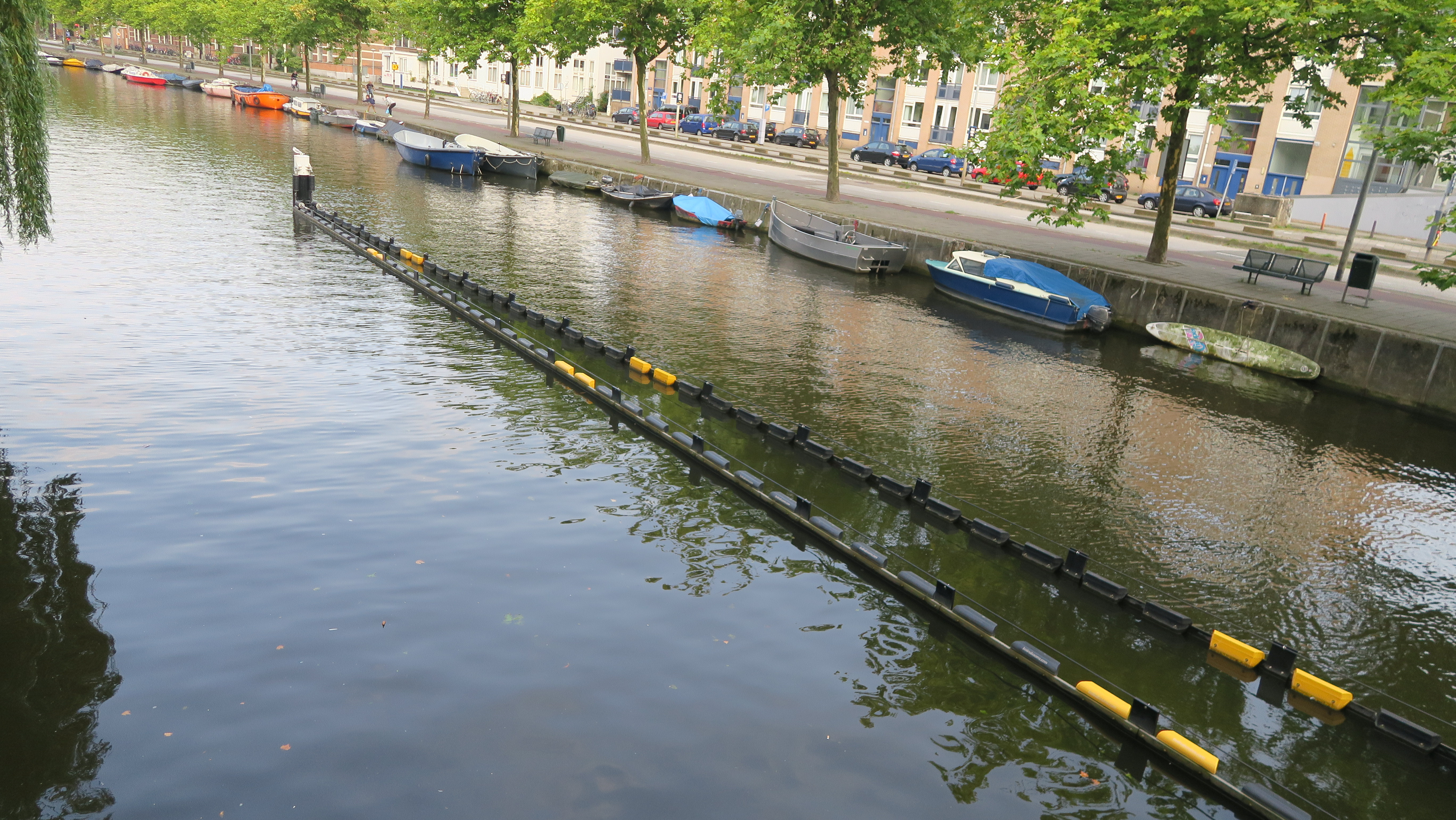
Stroomgeleidings-systeem
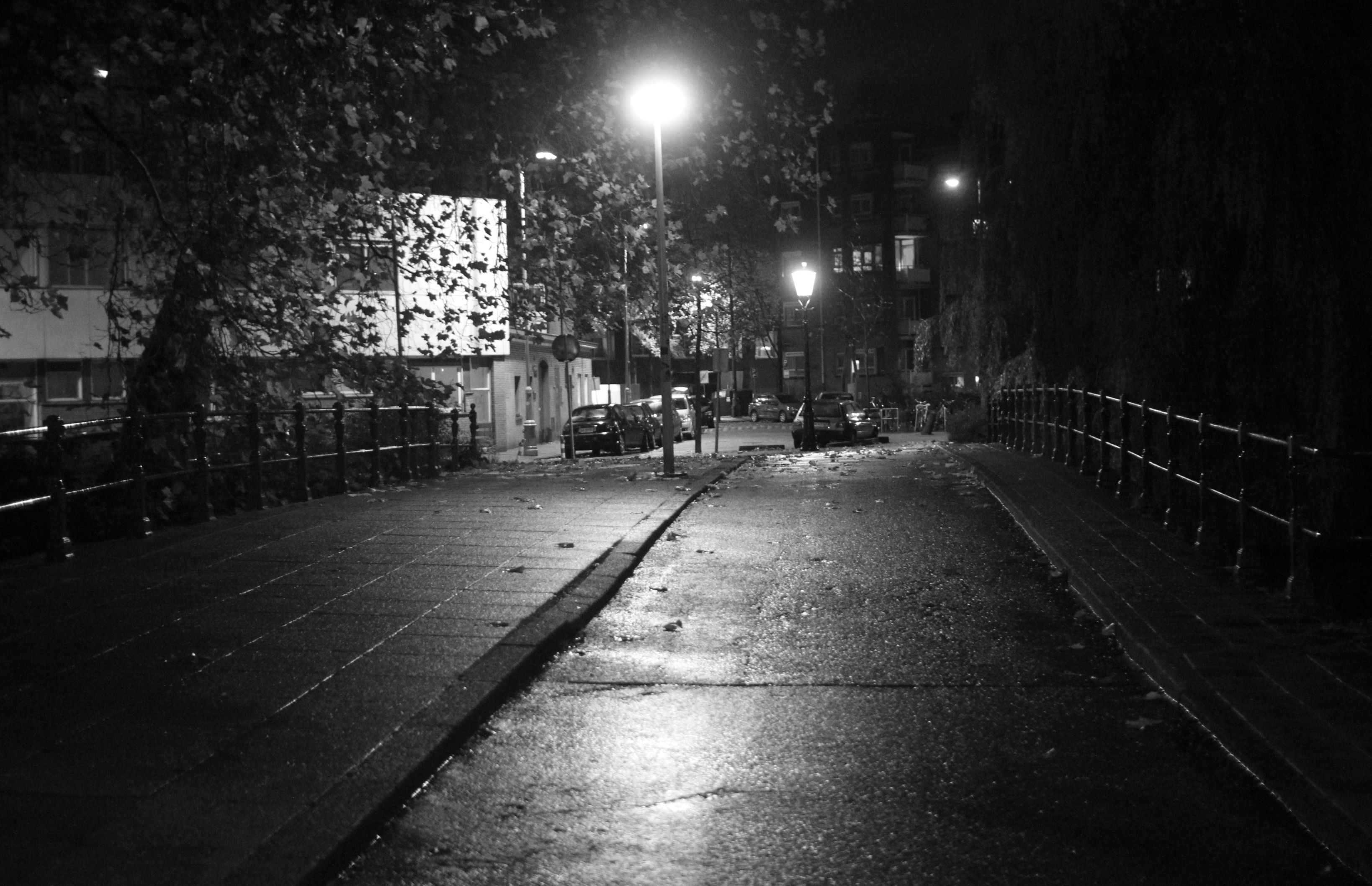
Het brugdek, november 2012

<<< · 100 · 101 · 102 · 103 ·  105 · 106 · 107 · 108 · 109 ·  110 · 111 · 112 · 113 · 114 · 115 · 116 · 117 · 118 · 119 · 120 · 121 · 122 · 123 · 124 · 125 · 126 · 127 · 128 · 129 · 130 · 131 · 132 · 135 · 136 · 137 · 138 · 139 · 140 · 141 · 142 · 143 · 144 · 145 · 146 · 147 · 148 · 149 ·  150 · 151 · 152 · 155 · 156 · 159 · 160 · 161 · 162 · 163 · 164 · 165 · 166 · 167 · 168 · 169 ·  170 · 171 · 172 · 173 · 174 · 175 · 176 · 177 · 178 · 179 · 180 · 181 · 182 · 183 · 184 · 185 · 186 · 187 · 189 · 190 · 191 · 192 · 193 · 194 · 195 · 196 · 198 · 199 · >>>
Brugnummers 104, 133, 134, 153, 154, 157, 158, 188 en 197 zijn niet (meer) in gebruik.